# 絶対に笑ってはいけない地球防衛軍24時
『絶対に笑ってはいけない地球防衛軍24時』（ぜったいにわらってはいけないちきゅうぼうえいぐんにじゅうよじ）は、2013年12月31日（火曜日）18:30（午後6時30分） - 2014年1月1日（水曜日）0:30（午前0時30分、JST）にかけて日本テレビ制作のバラエティー番組『ダウンタウンのガキの使いやあらへんで!! 大晦日年越しSP』として放送された企画である。テレビ大分を除くNNS28局同時ネット。テレビ大分は2010年年越し特番である『絶対に笑ってはいけないスパイ24時』以来3年ぶりの遅れネットになり、1月2日（木曜日）0:55（1月1日〈水曜日〉24:55から） - 6:55に遅れネットで放送された。。系列局外である琉球放送は1月3日（金曜日）23:10 - 1月4日（土曜日）5:10に遅れネットで放送された。
年明けの1月3日（金曜日）18:30 - 20:54には未公開シーンを集めた『ダウンタウンのガキの使いやあらへんで!!お見逃し&未公開一挙公開SP!!』（ダウンタウンのガキのつかいやあらへんで おみのがしアンドみこうかいいっきょこうかいスペシャル）がテレビ大分を除くNNS28局で放送された。他、1月5日のレギュラー放送では未公開シーン、1月12日のレギュラー放送では番外編がそれぞれ放送された。レギュラー放送を遅れネットで放送しているNNS6局におけるレギュラー放送における未公開シーンの放送は、テレビ岩手・中京テレビ・広島テレビ・四国放送・福岡放送は通常の遅れ日数で放送した他、読売テレビは1月15日（水曜日）に10日遅れで放送順を入れ替える形で放送した。

## 概要
「笑ってはいけないシリーズ」の通算11作目で、オンエアが歴代シリーズ最長タイとなる6時間（未公開を含むと最長記録の8時間30分を超えて9時間に更新）となる。『絶対に笑ってはいけない病院24時』から引き続き、ガキの使いメンバー5人で罰ゲームを実施する。
この年から方正が本名の山崎邦正から高座名の月亭方正に改名したのに伴い「山崎 OUT」から「方正 OUT」へアナウンス及びテロップが変更された。
| 地球防衛軍24時のメンバー （セリフテロップの色） | 第一印象             | コードネーム     | お仕置き（ケツバット）を受けた回数               |
| ----------------------------------------------- | -------------------- | ---------------- | ------------------------------------------------ |
| 松本（赤■）                                     | マッチョパパ隊員     | まつもときんに君 | 299回（キス1回、電流3回）                        |
| 浜田（青■）                                     | 紅一点 女性隊員      | オスゴリラ       | 226回（キス5回、電流3回）                        |
| 方正（緑■）                                     | 勝手に改名隊員       | 落研             | 240回（ビンタ2回、電流3回）                      |
| 遠藤（橙■）                                     | 男前野球バカ隊員     | ヒルナンデス!    | 208回（タイキック1回、キス1回、ヘッドバット1回） |
| 田中（紫■）                                     | ガリガリシャクレ隊員 | アゴ人間         | 221回（タイキック1回、電流3回）                  |
| 藤原（黒■）                                     | 男性隊員             | -                | -                                                |

数字は罰を受けた回数、このうち一番多いメンバーを赤字、少ないメンバーを青字で示す。
2014年12月3日にDVDシリーズ第20弾として初回限定版で本編ディスク4枚に加え、特典ディスク1枚のデジパック仕様バージョンDVDと、本編ディスク2枚組と特典ディスク1枚が入ったデジパック仕様のBlu-rayディスクバージョンと本編を1枚ずつ4巻に分けた通常版DVDの3種類が発売された。

### 舞台

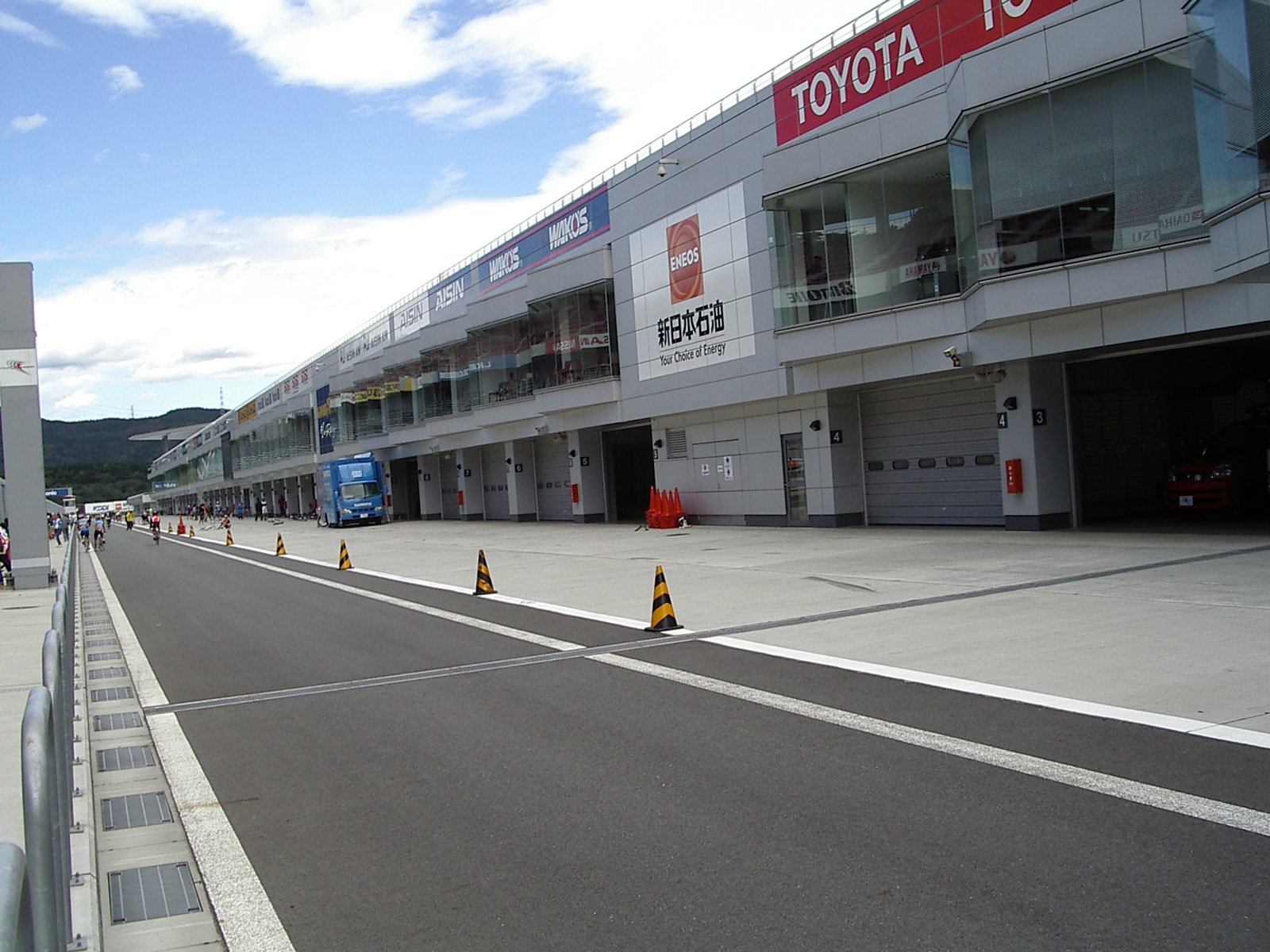
地球防衛軍訓練センターのロケ地・富士スピードウェイ（写真はピットレーン。2006年10月撮影）

舞台は「ガースー黒光り地球防衛軍」（ガースーくろびかりちきゅうぼうえいぐん、GAASUU KUROBIKARI DEFENCE FORCE OF EARTH、GDFE）として、静岡県御殿場市の「富士フェニックス短期大学」跡地（本部）と静岡県駿東郡小山町の「富士スピードウェイ」内（訓練センター）でのロケが行われた。また、GDFEのコスチュームは科学特捜隊の制服がベースになっている。

### 視聴率
平均視聴率は第1部（18:30 - 21:00）が19.8%、第2部（21:00 - 翌0:30）が17.2%を記録し、シリーズ歴代最高視聴率を更新した（ビデオリサーチ調べ、関東地区・世帯・リアルタイム）。『NHK紅白歌合戦』の裏番組として民放の中ではトップを記録した。
2014年1月3日に放送された『お見逃しも未公開も一挙大公開SP!!』は13.2%を記録した（ビデオリサーチ調べ、関東地区・世帯・リアルタイム）。

### スケジュール
- 08:00 - 勤務開始 ⇨ バスに乗車(一部未公開) ⇨ 地球防衛軍本部に到着 ⇨ ガースー一世の銅像解説(未公開) ⇨ 長官に挨拶
- 09:20 - 新人研修室へ、引き出しネタ、マツコ登場①(未公開)
- 10:00 - DVD「親愛なる父へ」
- 11:00 - 昼食(即興お料理替え歌)
- 11:30 - サークル勧誘(未公開)、マツコ登場②
- 12:00 - ライバル支部と合同訓練(一部未公開)
- 12:30 - マツコ登場③、ジミー大西VTR①(コールセンター)
- 13:00 - 査問委員会(未公開)
- 13:30 - バスに乗車して移動
- 14:30 - 訓練センターに到着 ⇨ 新人研修室へ、引き出しネタ
- 15:00 - 劇団ひとり訪問
- 15:30 - 捕まってはいけない地球防衛軍
- 17:00 - ローラネタ(未公開)、武道場(未公開)
- 19:00 - なりすまし部隊に遭遇①(未公開) ⇨ 海上部隊基地へ、部隊同士の抗争を仲裁
- 21:00 - 天才宇宙猿の帰還記念式典 ⇨ 宇宙人侵入事件
- 22:30 - 中川家礼二&次長課長河本(未公開)
- 23:30 - なりすまし部隊に遭遇②(未公開)、保安部報告会
- 00:00 - ジミー大西VTR②(託児所) ⇨ バスで本部へ移動 ⇨ ジミー大西VTR③(コールセンター)(未公開)
- 01:00 - 驚いてはいけない地球防衛軍(一部未公開)
- 03:00 - 勤務終了

## 出演者

### 本編
レギュラーメンバー
- ダウンタウン（松本人志・浜田雅功）
- 月亭方正
- ココリコ（遠藤章造・田中直樹）

引率
- 藤原寛

バス内
GDFE本部行きバス内
- 若林正恭（オードリー）- クールガイ
- 高岡早紀 - マドンナ
- 伊藤一朗（Every Little Thing） - シャーク団
- 天龍源一郎 - ジェット団
- 筧利夫 - 営業マン（その後、RE:遠藤Japanに合流）
- 遠藤の父親 - RE:遠藤Japanメンバー
- 遠藤の母親 - RE:遠藤Japanメンバー
- 遠藤の弟 - RE:遠藤Japanメンバー
- 千秋 - RE:遠藤Japanメンバー（遠藤の元嫁）
- 森崎友紀 - RE:遠藤Japanメンバー（遠藤が口説き損ねた女）
- 蝶野正洋 - 「はじめてのおつかい」ディレクター
- 近石真介 - 「はじめてのおつかい」ナレーション（車内放送）
- ショウタくん - ユウトくんの兄で、一般の子供ではなく子役
- ユウトくん - ショウタくんの弟で、同じく一般の子供ではなく子役

GDFE訓練センター行きバス内
- 日村勇紀（バナナマン） - 売れない芸人「ダブルチーズケーキ」・ジョーカー
- 土屋アンナ - 売れない芸人「ダブルチーズケーキ」・キャットウーマン
- 板尾創路（130R）- GDFE幹部
- 板尾の嫁 - 激太りしたGDFE幹部
- 菅賢治 - 老舗マッチングサイト「スガクル」のイメージキャラクター

GDFE本部
- 松方弘樹 - GDFE長官（髭男爵風）
- ANoRA - GOFE職員（髭男爵風）
- 杉浦貴（プロレスリング・ノア） - 遠藤にヘッドバットをするレスラー
- マツコ・デラックス - 女子高生、寺内貫太郎、エマニエル坊や
- 品川祐（品川庄司） - トレーニング教官
- 水木一郎 - 写真立て

新人合同訓練
- 岡田圭右（ますだおかだ） - MC・ハッピーボーイ
- 高橋真麻 - MC・ハッピーガール
- 尾木直樹 - GDFE本部隊員
- 前田健太（当時・広島東洋カープ投手）- GDFE本部のスペシャルゲスト隊員
- おばちゃん1号（浅見千代子） - 女アンドロイド
- バービー（フォーリンラブ）- 女アンドロイド

GDFE大阪寝屋川支部
- アニマル浜口
- 藤本敏史（FUJIWARA）
- KABA.ちゃん
- ウド鈴木（キャイ〜ン）
- 児嶋一哉（アンジャッシュ）
- 狩野英孝
- 綾部祐二（ピース）

GDFE保安部 報告会議
- 雨上がり決死隊（蛍原徹・宮迫博之） - GDFE保安部報告会議長
- 勝俣州和
- 木村祐一
- 高橋茂雄（サバンナ）
- 笑福亭笑瓶
- 河本準一（次長課長）
- 三又又三
- 陣内智則
- ライセンス（井本貴史・藤原一裕）

VTR内
親愛なる父へ
- 方正の娘2人
- 小日向しえ
- 田中の息子

ガースー塩大福紹介VTR
- 蛭子能収 - エリート隊員

GDFE託児所
- ジミー大西 - エキスパート隊員、マザー・ジミー
- ヘイポー（斉藤敏豪） - 赤ちゃんのポーちゃん

宣戦布告の脅迫映像
- コモド星人の司令官

GDFE訓練センター
- LiLiCo - 男子トイレ個室から出てきた女
- 劇団ひとり - 卒業アルバムを破きに来た男
- ロッカーの中から現れた宇宙人（丸くて太ったグレイで、後に方正と友情を結んでしまった）

捕まってはいけない地球防衛軍
- 溝端淳平 - 監禁された松本に代わって参加した助っ人隊員
- 江頭2:50 - 黒鬼軍団
- 脇阪寿一 - ドライブの刑執行人（レクサス・LFAのドライバー）

海上部隊基地
上島部隊
- 上島竜兵（当時・ダチョウ倶楽部） - 隊長
- ケンドーコバヤシ - 参謀
- 田中卓志（アンガールズ）
- 中岡創一（ロッチ）
- 中村喜伸

出川部隊
- 出川哲朗 - 隊長
- 星田英利 - 参謀
- 岩尾望（フットボールアワー）
- クロちゃん（安田大サーカス）
- 原西孝幸（FUJIWARA）

帰還記念式典
- 長州力 - GDFE幹部
- 梅沢富美男 - GDFE幹部
- 朝丘雪路 - GDFE幹部
- 堀内健（ネプチューン） - 天才宇宙猿・ケンくん
- 前田吟 - 天才猿の付き添いの宇宙飛行士
- 蝶野正洋 - GDFE特殊部隊隊長

驚いてはいけない地球防衛軍
- 叶恭子（叶姉妹） -ドロンジョに扮した侵略軍ボス

方正・ココリコのパート
- 諸星和己
- 謎の覆面集団
- 庄司智春（品川庄司） - 巨大折り鶴を折る男
- 栗原類 -  オリジナルダンスを踊るダンサー

ダウンタウンのパート
- ちっちゃいおっさん（ダウンタウンの地元・兵庫県尼崎市非公認ゆるキャラ）
- 佐藤蛾次郎 - 浜田の指紋で誤って認証されたGDFE隊員
- 叶美香（叶姉妹）-　侵略軍隊員

全員のパート
- 木下隆行（TKO）- 2013年のキングオブコントで披露した人形のキャラクター
- エンドーマン
  - 遠藤の父親 - エンドーマン1号
  - 遠藤の母親 - エンドーマン2号
  - ヤッターワン

エンディング
- 菅賢治 - 伝説の隊長
- 斉藤和義 - エンディング「やさしくなりたい」の替え歌を担当

### 未公開シーン
2014年1月3日OAの2時間30分特番と1月5日OAのレギュラー枠で放送。

#### 2014年1月3日
バス内
GDFE本部行きバス内
- 博多大吉（博多華丸・大吉）- マネージャー
- ふなっしー - 千葉県船橋市非公認ゆるキャラ
- ちっちゃいおっさん - 兵庫県尼崎市非公認ゆるキャラ
- 梅宮辰夫 - マグロ番長（青森県大間町非公認ゆるキャラ）

GDFE本部
- マツコ・デラックス - 女子高生
- 竹内力 - GDFE査問委員会　議長
- 千原ジュニア（千原兄弟）- GDFE査問委員会　副議長
- 新おにぃ（前島コーイチ） - ニセ地球人
- 遠藤の父親 - 遠藤の最低知能指数未満疑惑の見届け人
- 遠藤の母親 - 遠藤の最低知能指数未満疑惑の見届け人
- 遠藤の弟 - 遠藤の最低知能指数未満疑惑の見届け人
- 千秋 - 遠藤の最低知能指数未満疑惑の見届け人（遠藤の元嫁）
- 森崎友紀 - 遠藤の最低知能指数未満疑惑の見届け人（遠藤が口説き損ねた女）

GDFE訓練センター
- 関根勤 - GDFE護身術道場 師範代・藤岡弘、
- 壇蜜 - GDFE護身術道場 師範代の一番弟子
- 板尾創路（130R）- GDFEなりすまし部隊隊員
- 板尾の嫁 - GDFEなりすまし部隊隊員
- 礼二（中川家） - 近所の酔っ払い
- 河本準一（次長課長）- 警官

VTR内
GDFEコールセンター
- ジミー大西 - オペレーター「大西秀子」

驚いてはいけない地球防衛軍
全員のパート
- ゆうたろう - 驚いては寄席・司会
- みかん - 驚いては寄席出演芸人・松嶋尚美
- ミラクルひかる - 驚いては寄席出演芸人・中島知子
- 梅垣義明 - 驚いては寄席出演芸人・ 美空ひばり
- くっきー!（野性爆弾）  - つんく♂（シャ乱Q）
- 福島善成（ガリットチュウ） - はたけ（シャ乱Q）
- RG（レイザーラモン） - 山崎まさよし

#### 2014年1月5日
サークル勧誘
ものまねサークル
- 秋山竜次（ロバート）- 部長
- 中村喜伸 - 副部長 (DVDではカット)

合気道サークル
- 六平直政 - 師範代

プロレスサークル
- まちゃまちゃ - 赤コーナー選手（『エンタの神様』の摩邪（マジャ・コング）として登場）
- 椿鬼奴 - 赤コーナー選手
- 黒沢かずこ・大島美幸（森三中） - 青コーナー選手
- 酒井敏也 - 見物人

アイドル同好会
- 温水洋一 - ヲタクの神様

ダンスサークル
- 海原はるか（海原はるか・かなた） - 部長

GDFE本部
- ローラ - 「月刊 地球防衛軍」記者

## 主な出来事
5人は地球防衛軍の衣装に着替えて勤務開始（浜田だけ女装）、山崎は今回より「月亭方正」名義で出演。そのため罰コールは「方正 OUT」に変更となった。さらに藤原のアウトボイスの新音声が導入された。
バス車内
- 乗車してすぐ、藤原が「邪魔になる」という理由で何故かヘルメットを回収し浜田が笑うも、監視役が見逃したためセーフ。
- 最初に罰を受けたのは、藤原の笑いに釣られてしまった浜田。その際、浜田へのお仕置きが遠藤の顔にも当たってしまい、それを見て笑ってしまった松本と遠藤自身も罰を受けるという不運なスタートとなった。
- 蝶野が『絶対に笑ってはいけないホテルマン24時』（2009年末）以来4年振りに早くも登場。はじめてのおつかいの収録で幼い兄弟が乗車するが、弟が不安のあまり泣き出し、兄が鼻にクワガタを挟んで弟を笑わせようとするができず、代わりに方正がナレーションの指示に従い鼻にクワガタを挟む。しかし弟はさらに泣いてしまい、さらに兄まで泣いてしまったため、これに激怒した蝶野に番組の進行を妨げたという理由で1回目のビンタを受け、顎がずれたと嘘の主張する[注 10]。
- 土屋アンナと日村勇紀のパクリネタ。
- 板尾の嫁が『絶対に笑ってはいけない警察24時』（2006年末）以来7年振りの復帰を果たした。体型は変化していたが往年のステップは健在であり、メンバーを爆笑の渦に巻き込んだ。

GDFE本部
- 待機部屋では、おやつの中に超辛いおかきが置かれている。
- 机の引き出しに、遠藤は謎のパネル&マジックペン、浜田は謎のパネル×2枚と浜田家の表札、方正は加トちゃんセット、田中は謎のDVD×2枚、松本は謎の手紙が入っていた。
- 昼食を賭けて行われる「即興お料理替え歌」ゲームで、品川が藤原の替え歌に対して「うまい!!」と言った直後、お仕置き隊が間違って登場し「アレッ?」と言った後に一度退出。しかしその直後に全員が笑ってしまい全員が罰を受けた。
- 合同訓練から戻ると、浜田の机に「絶対に押すな」と書かれた謎のボタンが置かれている。

DVD
- 田中の机の引き出しに入っていた2枚のDVDを再生すると、1枚目は方正の娘2人からの感謝を綴った手紙が再生された。2枚目は田中の息子からの感謝を綴った手紙が再生され、田中の嫁の小日向しえも登場するという感動的な内容であったが、最後に息子の名前として“田中タイキック“と書かれており田中がタイキックを受けることになった（方正の時には2人の実名が出てきて、罰はなかった）[注 11]。

新人合同訓練
- 「くしゃみを出せ」の最後にアニマル浜口が「パピオン」が言った後、MISSIONは失敗した。
- 「激臭鼻スプレーを避けろ」の途中で前田健太が激臭鼻スプレーに気づかず、遠藤が「くさっ」と言った後、MISSIONは失敗した。
- 「5ワードしりとり」のMISSION成功したのは大阪寝屋川支部、MISSION失敗したのは地球防衛軍本部だった。

GDFE訓練センター
- 机の引き出しに、田中は謎のDVD、方正は謎の手紙と塩大福の入った箱、松本は謎の携帯電話とマジックバルーンキット、遠藤はM1号のパネルと塩大福2個が入った箱、浜田はM1号の動くフィギュア(非売品)が入っており、さらに冷蔵庫にももう1体別のフィギュアが入っていた。
- 田中の机に入っていたDVDでは上記の塩大福の作り方が説明され、使われている塩は蛭子能収がエリート隊員として110℃のサウナを浴び、その汗から不純物を取り除いて加熱して抽出した「エリート塩」というモノで、既にその塩大福をガッツリ食べてしまった方正と遠藤が後悔していた。
- 「3番」の大きなロッカーの中には宇宙人が入っており、「アイム ハングリー」と言っていた宇宙人に方正がバウムクーヘンをあげると指先が光り、方正が隊員の裏切り者と見なされる原因となり、2回目の蝶野ビンタに繋がる[注 12]。松本も同じことをしたが、宇宙人に合わなかったのか容赦なく払いのけられた。

捕まってはいけない地球防衛軍
- 3年ぶりに登場。松本は人質として監禁されて不参加。代わりに溝端が助っ人として、江頭2:50が鬼役兼罰ゲーム（ケツ噴射）の執行役として、脇阪寿一が罰ゲーム（ドライブ）の執行役としてそれぞれ参戦した。

天才宇宙猿の帰還記念式典 ⇨ 宇宙人侵入事件
- 天才宇宙猿のケン君が職員にイタズラを仕掛け、会場から逃走した。
- 宇宙人ドラゴ星人の野望を蝶野率いる特殊部隊が阻止。その際基地に侵入していた宇宙人が連行され、その宇宙人が訓練センターに現れた方正に懐いていた宇宙人だった。
- 宇宙人と指を合わせて光が生じた者が裏切り者とされ、方正が宇宙人と指を合わせた途端、宇宙人の指が即点灯。裏切り者とみなされた方正は蝶野から2回目のビンタを受けた[注 13]。

驚いてはいけない地球防衛軍
- 日本テレビ系列での同時ネット局では驚いてはいけない地球防衛軍で、庄司が折り紙を足で折った瞬間に2014年の年が明けた。

## 未公開の出来事
バス車内
- ふなっしー、ちっちゃいおっさん、梅宮辰夫扮するマグロ番長のトリオ漫談が行われた。

GDFE本部
- ガースー一世の銅像
- マツコのネタ(女子高生)が行われた。松本は「しっちゃかめっちゃかや」とコメントした。
- サークル勧誘
- ジミー大西のコールセンター

査問委員会
- 疑惑の人物を尋問する調査が行われて遠藤は「去年と同じ…」と呟いた。
- 宇宙人が地球防衛軍の隊員に化けている疑惑として新おにぃが連れて来られた。地球人であることを証明してもらうために芸人の有名な一発ギャグを披露したりドラマの有名なシーンを演じたが地球人と認められず、地球外へ永久追放された。
- 最低知能指数を満たしていないという疑惑で遠藤に簡単な小中学生問題を解かせた。見届け人として遠藤の両親、弟、元嫁、口説き損ねた女・森崎友紀が出席。結局遠藤は全然問題に答えられなかったため、最終的には議長(竹内力)から知能の最低基準を満たしていないとみなされタイキックを受けた。

GDFE訓練センター
- 「捕まってはいけない」のあとローラが登場し、週刊紙のインタビューを受けたが内容が適当でメンバーを誘い笑いさせていた。その後、関根勤扮する藤岡弘、と壇蜜(田中以降)の護身術が行われたが、遠藤が彼女(関根勤の元マネージャー)がいるにもかかわらず他の女性を口説いたことが関根にも伝わっていた。
- 板尾のなりすまし
- 方正が2回目の蝶野ビンタを受けた後、酔っぱらい(中川家・礼二)と警察官(次長課長・河本)が乱入。

驚いてはいけない地球防衛軍
- ゆうたろうが登場してメンバーを寄席に案内。みかん・ミラクルひかる、梅垣弘明、野性爆弾・川島とガリットチュウ・福島がネタを披露し、ゆうたろうが最後に射殺された。レイザーラモンRGが山崎まさよしに扮してあるあるを披露したが全く受けず、蜘蛛の糸も不発に終わった。

## あいうえお作文
(エンディング)お題：うまどし 作者：菅賢治
- う…うその無い
- ま…まじめな道を
- ど…どんどん歩きたい
- し…SHELLYと歩きたい

## 主要スタッフ
- ナレーター：広中雅志・山田真一（1月5日の未公開シーンのみ）
- 企画構成：松本人志、浜田雅功
- 構成：高須光聖/塩野智章、西田哲也、八代丈寛、鈴木雅貴、堀江B面、ゴージャス染谷、渡辺陽介、深田憲作、ビル坂恵、林龍雄、米田匡篤、土橋敬弘、白石拓也、坂本貴彦、細井新
- TM：石塚功
- TD/SW：林洋介
- TDsub：山内新太、藤沼大輔
- SW：村田陸彦
- CAM：岩倉康宏、石渡裕二、水谷元保
- VE：荻野谷直樹、篠原昭浩
- MIX：木村宏志、大場悟、高岡彰吾
- AUD：林晃志、竹内義拡
- モニター：吉邑光司
- イントレ：土田聡士、三津山富士夫
- LD：山内圭
- LO：森田恵太郎、帯金貴子
- 美術プロデューサー：高野泰人、山本澄子
- デザイナー：柳谷雅美、北原龍一、松木修人
- 大道具：入江豊、矢口幸二、長谷部健治、泉慎一、橋本洸平、和田修吾
- 衣裳：川上紗也加、岡崎清美、中森恵
- 電飾：原口まどか、二階堂哲也
- 小道具：佐々木洋平、吉田研治
- 持道具：宗像由佳、木南さおり
- 特殊効果：内山栄一
- 結髪：高橋加奈子
- スタイリスト：高堂のりこ、北田あつ子
- メイク：OfficeMakise、小室あい
- 特殊メイク：自由廊
- イラストデザイン：安居院一展（アパッシュ）
- 車両：関谷匡範（アルタイル）
- リサーチ：野村直子（vispo）
- CG加工：QuadRoot
- 楽曲制作：坂本秀一
- フードコーディネーター：あまこようこ
- 編集：細谷大輔、上坂一史
- MA：日吉寛（RAFT）
- 音効：梅田堅、平澤亜希
- TK：前田淳子
- 技術協力：NiTRo、共立、ジャパンテレビ、バンセイ、ヌーベルバーグ、東京オフラインセンター、スタジオヴェルト、ビデオウイング、SDTエンターブライズ、テクノマックス、エイコー、ティスマンサービス、小輝日文、SANY、FVA、アーク・ビデオ、ベスコ、ビデオサービス、サークル、PYG、銀座サクラヤ、タリー、テックス、クリエイティブコーブ、アズボンド、ミックビジョン
- 美術協力：日テレアート、中央宣伝、テレフィット、テルミック、東京衣裳、京阪商会、俳優座劇場、フジアール、トライブ
- ロケ協力：加藤学園御殿場キャンパス、富士スピードウェイ、小山町フィルムコミッション、樹空の森、和菓子 千代田、ジョイポリス、ロボット遊園地、キューズプラス、ビリケン商会、オタキック、高橋レーシング、合気道 石芯塾、Jumpin' Jack's/円谷プロダクション
- 編成：久保真一郎
- 営業：中西紅美
- 宣伝：永井晶子
- AD：阪口悠樹、大川太郎、小倉徹也、石橋風吾、小林剛史、内藤丈嗣、杉本龍海、関口正樹、藤原藍子、東村文弥、小島克也
- 制作進行：中野浩之、松林友聖子
- デスク：内野幸
- AP：小林智武、松本あゆみ、原田智美、池田千草、清千里、土屋良介、橋本直美、金沢紀子
- ディレクター：堤本幸男、但木洋光、鶴田哲朗、山本カンスケ、近藤創、名嘉鎮士、諏訪裕紀、島田健作、小紫弘三、小倉大輔、佐藤真吾、高木大輔
- 演出：高橋敬治、田中竜登
- プロデューサー：斎藤政憲、中村喜伸、大沼朗裕、小林宏充、本間正幸
- 総合演出：斉藤敏豪
- 監修：柳岡秀一
- プロデューサー・演出：大友有一
- チーフプロデューサー：大野彰作
- 協力：吉本興業
- 制作協力：charie's ZORO、オフィスぼくら、Fact/オリオンクルー、ズーイ、アンメック、ロジックエンターテインメント
- 製作著作：日本テレビ

## ハプニング、不祥事
放送倫理・番組向上機構（BPO）は2014年1月28日に行われた青少年委員会において、田中と江頭による「お尻の穴に白い粉を詰めてオナラとともに顔に吹きかけるシーン」、岩尾とケンドーコバヤシと出川による「股間でロケット花火を受け止めるシーン」、ジミーとヘイポーによる「赤ちゃんに扮した男性のオムツ換えのシーン」の3つのシーンに問題があるとして、『絶対に笑ってはいけない地球防衛軍24時』を審議入りすることを決定した。BPOは同年2月12日に日本テレビに回答を求め、日本テレビは同年2月20日に回答書を大野チーフプロデューサー名でBPOに提出した。日本テレビは回答書の中で、3つのシーンの放送時間に関しては「民放連が定める青少年配慮時間（17時 - 21時）に配慮してすべて22時以降に放送した」、股間でロケット花火を受け止めるシーンに関しては安全テストを行った上で「改良した花火で安全に配慮し行っています。マネをしないでください。と2回テロップを挿入した」、オムツ換えのシーンに関しては「ヘイポーによる赤ちゃんコントは過去にレギュラー放送で放送しており、今回はジミーと組み合わせることで笑いを届けることができると判断し採用した」などとそれぞれ回答した。
2014年3月6日に両者の間で意見交換を行い、BPOは同年3月16日に「委員会の考え」としてまとめを発表した。『ガキの使い』の企画がBPOの審議対象となったのは、2008年9月7日・14日放送の「テレビ業界初! 著作権あり罰ゲームを考える」以来となった。